# Persona non grata
Persona non grata (al plurale: personae non gratae) è  una locuzione latina che in lingua italiana letteralmente significa "persona non gradita". Questa locuzione è riservata al personale diplomatico, e al personale dipendente non espressamente diplomatico che rappresentano la propria madrepatria in uno stato straniero.
In base all'articolo 9 della Convenzione di Vienna sulle relazioni diplomatiche, una nazione ospitante può "in qualsiasi momento e senza dover motivare la sua decisione", dichiarare un qualsiasi membro del corpo diplomatico come persona non grata - ovvero inaccettabile (mentre una persona grata è accettabile) - anche prima che questi arrivi all'interno della nazione.
È pratica comune che una persona dichiarata tale venga richiamata in patria. Se non viene richiamata lo stato ospitante "può rifiutarsi di riconoscere la persona in questione come un membro della missione diplomatica".
Mentre l'immunità diplomatica protegge il personale della missione dalla giustizia civile e penale, a seconda del grado, in base agli articoli 41 e 42 della Convenzione di Vienna, la persona non grata è tenuta a rispettare le leggi e i regolamenti nazionali (tra le altre cose).
L'infrazione di questi articoli può portare all'utilizzo della dichiarazione di persona non grata per punire coloro i quali violino tali disposizioni, sottraendoli dalle prerogative dell'immunità diplomatica. Viene inoltre usata per espellere diplomatici sospettati di spionaggio ("attività incompatibili con il loro status"), o come indicatore simbolico di malcontento (ad esempio, l'espulsione da parte dell'Italia del primo segretario egiziano nel 1984).
A questo proposito si sono verificati dei cosiddetti scambi "tit-for-tat", soprattutto durante la guerra fredda.